# 111 Herculis
111 Herculis, som är stjärnans Flamsteed-beteckning, är en misstänkt astrometrisk dubbelstjärna i den södra delen av stjärnbilden Herkules. Den har en skenbar magnitud på ca 4,34 och är synlig för blotta ögat där ljusföroreningar ej förekommer. Baserat på parallaxmätning inom Hipparcosuppdraget på ca 35,4 mas, beräknas den befinna sig på ett avstånd på ca 92 ljusår (ca 19 parsek) från solen. Den rör sig närmare solen med en heliocentrisk radialhastighet på ca -45 km/s och kan komma så nära som 37 ljusår om 537 000 år.

## Egenskaper
111 Herculis är en gul till vit jättestjärna av spektralklass A5 III även om Abt och Morell (1995) klassade den som en underjätte av spektralklass A3 IV. Den har en massa som är ca 2,4 solmassor, en radie, som baserat på en uppmätt vinkeldiameter 0,52 ± 0,02 mas, är ca 1,6 solradier och utsänder ca 13 gånger mera energi än solen från dess fotosfär vid en effektiv temperatur på ca 8 900 K.
111 Herculis är en misstänkt variabel (VAR:), med visuell magnitud +4,36, som varierar utan någon fastställd amplitud eller periodicitet.